# Café del tiempo

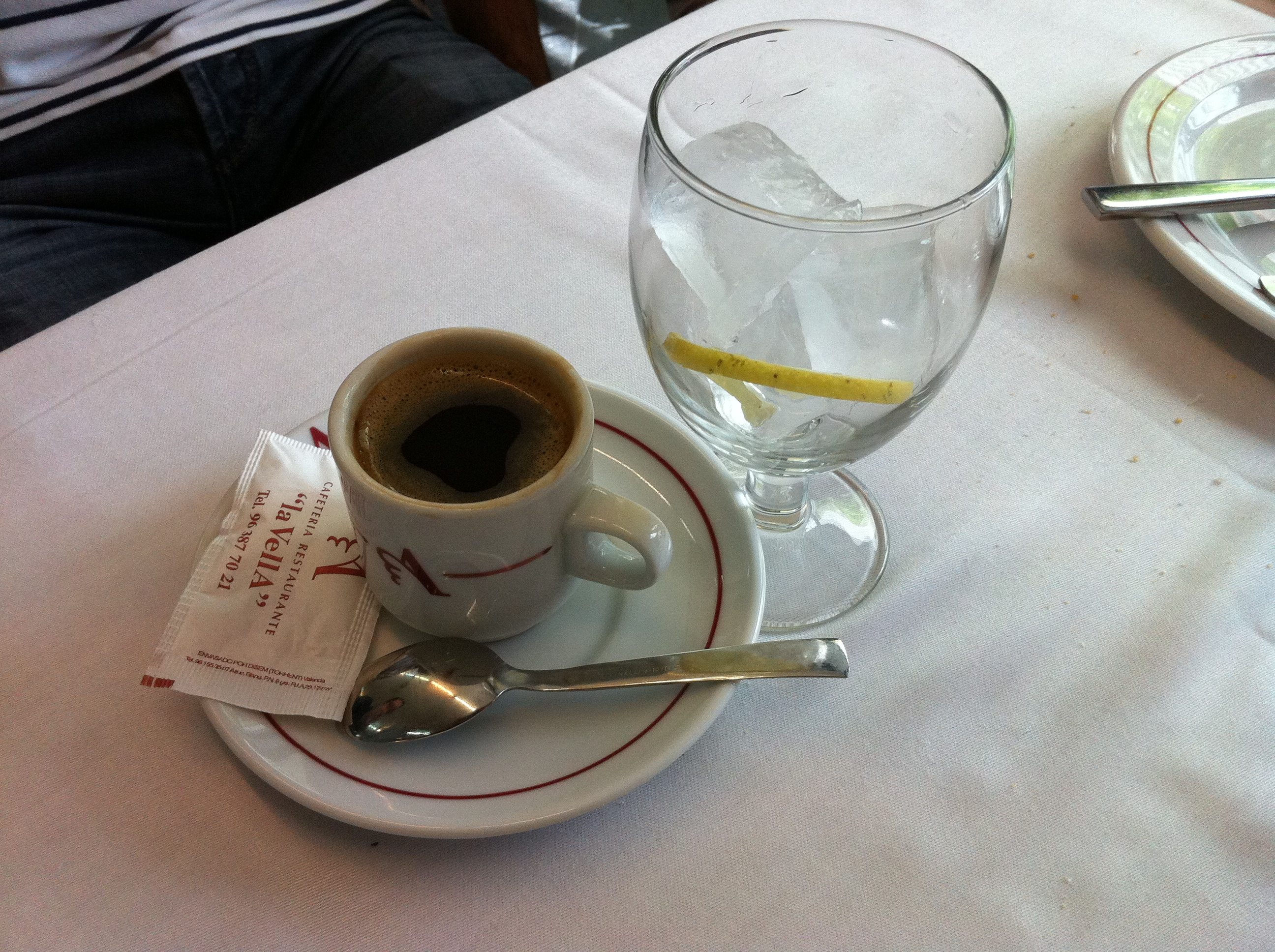
Café del Tiempo (Valencia)

El café del tiempo consiste en un café de cualquier tipo el cual va acompañado con un vaso con hielo y a veces con una o media rodaja de limón, para su posterior mezcla. Es una bebida refrescante para los meses calurosos, aunque se consume todo el año.

## Características
Es muy frecuente en España y se pide principalmente en los meses calurosos de la primavera y verano, aunque se puede tomar todo el año. Generalmente se sirve un café y en un vaso o copa con hielo, y una o media rodaja de limón, para una vez añadido el azúcar y mezclado,se pase a la copa y se beba como una bebida refrescante, típica de la Comunidad Valenciana.
Esta expresión da cabida a la temperatura de la bebida, entendiendo que al mezclar un café caliente con hielo se consigue una temperatura similar a la del tiempo ambiente, ni muy frío, ni muy caliente.
En varias zonas de España se utiliza la expresión más simple: café con hielo refiriéndose a un café junto a un vaso de hielo. 
Se pueden usar diferentes variantes: café cortado del tiempo, café con leche del tiempo, bombón del tiempo, carajillo del tiempo e incluso cualquier infusión del tiempo, siendo la preparación idéntica.